# Herb gminy Górzno (powiat garwoliński)
Herb gminy Górzno – jeden z symboli gminy Górzno, ustanowiony 30 grudnia 2005.

## Wygląd i symbolika
Herb przedstawia na tarczy w polu złotym brązowy drewniany dwupiętrowy spichlerz zwieńczony spiczastym dachem, a pod nim zieloną gałąź dębu z trzema liśćmi i dwoma żołędziami. 